# 桜水駅
桜水駅（さくらみずえき）は、福島県福島市笹谷字古屋前にある福島交通飯坂線の駅。

## 歴史
- 1975年（昭和50年）8月20日：開業。

## 駅構造

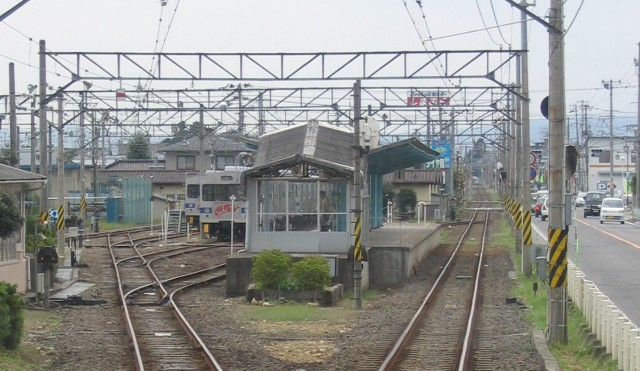
ホーム（2005年10月、奥側が福島駅方向）

島式ホーム1面2線の地上駅である。構内に車両基地と検修施設を併設しており、飯坂温泉駅方面から分岐する形で駅舎の南側に当たるホームの東隣に車庫と留置線があり、これを活用した夜間滞泊運用も設定されている。当駅は終日社員配置駅であり、出札口（定期券・回数券・阿武隈急行線連絡乗車券の発売）と自動券売機が設置されている。
福島交通鉄道部桜水事務所は駅舎の2階にあり、改札口とホームは飯坂線では唯一となる地下通路で連絡されている。下り列車のみここで乗務員交代を行う。

### のりば
| のりば | 路線    | 方向 | 行先         | 備考   |
| ------ | ------- | ---- | ------------ | ------ |
| 反対側 | ■飯坂線 | 下り | 飯坂温泉方面 | 県道側 |
| 駅舎側 | ■飯坂線 | 上り | 福島方面     |        |

※案内上ののりば番号は割り当てられていない。なお、県道は「福島県道3号福島飯坂線」のことを指す。

## 利用状況
2010年度の乗車人員は277人であった。近年の1日平均乗降・乗車人員は以下の通り。
| 年度   | 1日平均 乗車人員 | 1日平均 乗降人員 |
| ------ | ---------------- | ---------------- |
| 2010年 | 277              |                  |
| 2011年 |                  | 456              |
| 2012年 |                  | 524              |
| 2013年 |                  | 525              |
| 2014年 |                  | 611              |
| 2015年 |                  | 584              |
| 2016年 |                  | 569              |
| 2017年 |                  | 563              |
| 2018年 |                  | 572              |

## 駅周辺
付近は住宅地となっているが、東または北へ抜けると田畑が広がる。駅から北へ進むと八反田川を経て、東北自動車道と交差する。
- 福島銀行笹谷支店
- 福島県道3号福島飯坂線
- 八反田川

## 隣の駅
福島交通
■飯坂線
笹谷駅 - 桜水駅 - 平野駅